# 2026-os labdarúgó-világbajnokság-selejtező (UEFA – D csoport)
A 2026-os labdarúgó-világbajnokság európai selejtező, D csoportjának eredményeit tartalmazó lapja. A csoportban a csapatok körmérkőzéses, oda-visszavágós rendszerben játszanak egymással. A csoport győztese kijut a világbajnokságra, a csoport második helyezettje pótselejtezőn vesz részt.
A csoportban Franciaország, Ukrajna, Izland és Azerbajdzsán szerepel. Franciaország a Nemzetek Ligája 2. negyeddöntőjének győzteseként került a csoportba.

## Tabella
| Hely. | Csapat        | M | Gy | D | V | G+ | G– | Gk | P | Továbbjutás                      |          | Franciaország | Ukrajna  | Izland    | Azerbajdzsán |
| ----- | ------------- | - | -- | - | - | -- | -- | -- | - | -------------------------------- | -------- | ------------- | -------- | --------- | ------------ |
| 1.    | Franciaország | 0 | 0  | 0 | 0 | 0  | 0  | 0  | 0 | Kijut a 2026-os világbajnokságra |          | —             | nov. 13. | szept. 9. | okt. 10.     |
| 2.    | Ukrajna       | 0 | 0  | 0 | 0 | 0  | 0  | 0  | 0 | Pótselejtezőn vesz részt         |          | szept. 5.     | —        | nov. 16.  | okt. 13.     |
| 3.    | Izland        | 0 | 0  | 0 | 0 | 0  | 0  | 0  | 0 |                                  |          | okt. 13.      | okt. 10. | —         | szept. 5.    |
| 4.    | Azerbajdzsán  | 0 | 0  | 0 | 0 | 0  | 0  | 0  | 0 |                                  | nov. 16. | szept. 9.     | nov. 13. | —         |              |

## Mérkőzések
A csoportok sorsolását 2024. december 13-án tartották Zürichben. A menetrendet az UEFA a sorsolást követően, aznap közzétette. Az időpontok közép-európai idő szerint, zárójelben helyi idő szerint értendők.
| 2025. szeptember 5. 20:45 (18:45 UTC+0) |

| Izland | – | Azerbajdzsán |
| ------ | - | ------------ |
|        |   |              |

|  |

| 2025. szeptember 5. 20:45 |

| Ukrajna | – | Franciaország |
| ------- | - | ------------- |
|         |   |               |

|  |

| 2025. szeptember 9. 18:00 (20:00 UTC+4) |

| Azerbajdzsán | – | Ukrajna |
| ------------ | - | ------- |
|              |   |         |

|  |

| 2025. szeptember 9. 20:45 |

| Franciaország | – | Izland |
| ------------- | - | ------ |
|               |   |        |

|  |

| 2025. október 10. 20:45 (18:45 UTC+0) |

| Izland | – | Ukrajna |
| ------ | - | ------- |
|        |   |         |

|  |

| 2025. október 10. 20:45 |

| Franciaország | – | Azerbajdzsán |
| ------------- | - | ------------ |
|               |   |              |

|  |

| 2025. október 13. 20:45 (18:45 UTC+0) |

| Izland | – | Franciaország |
| ------ | - | ------------- |
|        |   |               |

|  |

| 2025. október 13. 20:45 |

| Ukrajna | – | Azerbajdzsán |
| ------- | - | ------------ |
|         |   |              |

|  |

| 2025. november 13. 18:00 (21:00 UTC+4) |

| Azerbajdzsán | – | Izland |
| ------------ | - | ------ |
|              |   |        |

|  |

| 2025. november 13. 20:45 |

| Franciaország | – | Ukrajna |
| ------------- | - | ------- |
|               |   |         |

|  |

| 2025. november 16. 18:00 (21:00 UTC+4) |

| Azerbajdzsán | – | Franciaország |
| ------------ | - | ------------- |
|              |   |               |

|  |

| 2025. november 16. 18:00 |

| Ukrajna | – | Izland |
| ------- | - | ------ |
|         |   |        |

|  |